# CorelDRAW
CorelDRAW, inizialmente chiamato CorelDRAW!, è un software per grafica vettoriale nato nel 1989. Il formato file nativo è il CDR.
È prodotto dalla canadese Corel Corporation ed è parte della "Suite grafica" Corel.
Nel corso del suo sviluppo ha mantenuto più o meno invariate le caratteristiche basilari presenti già nelle prime edizioni; in particolare per quanto riguarda l'interfaccia, intuitiva e senza finestre di dialogo.

## La suite graficaCorel
La suite grafica Corel contiene oltre al software CorelDRAW, diversi programmi e utility rivolte all'eleborazione fotografica e al desktop publishing, fra i quali:
- Photo Paint (elaborazione di immagini raster)
- Rave (animazione vettoriale)
- Trace (vettorializzazione di immagini raster e OCR)
- Capture (cattura immagini da schermo)
- BitStream Font Navigator (gestione font)

## Programmi simili
- Adobe Illustrator
- Inkscape
- Xara Xtreme

## Versione trial
È disponibile una versione trial valida 15 giorni. Trascorso tale periodo di prova è possibile continuare ad usare il software solo dopo averlo acquistato o sottoscritto un abbonamento annuale.